# 4189 Sayany
4189 Sayany è un asteroide della fascia principale interna. Scoperto nel 2001, presenta un'orbita caratterizzata da un semiasse maggiore pari a 2,301957 UA e da un'eccentricità di 0,134996, inclinata di 5,354011° rispetto all'eclittica. Ha un diametro di 3,896 km, un periodo di rotazione di 2,76132 ore e un'albedo di 0,473.
Fa parte della famiglia di asteroidi Vesta.
Il nome ricorda i monti Saiani, sistema montuoso della Siberia meridionale.